# لشکرکشی گانگ‌وون

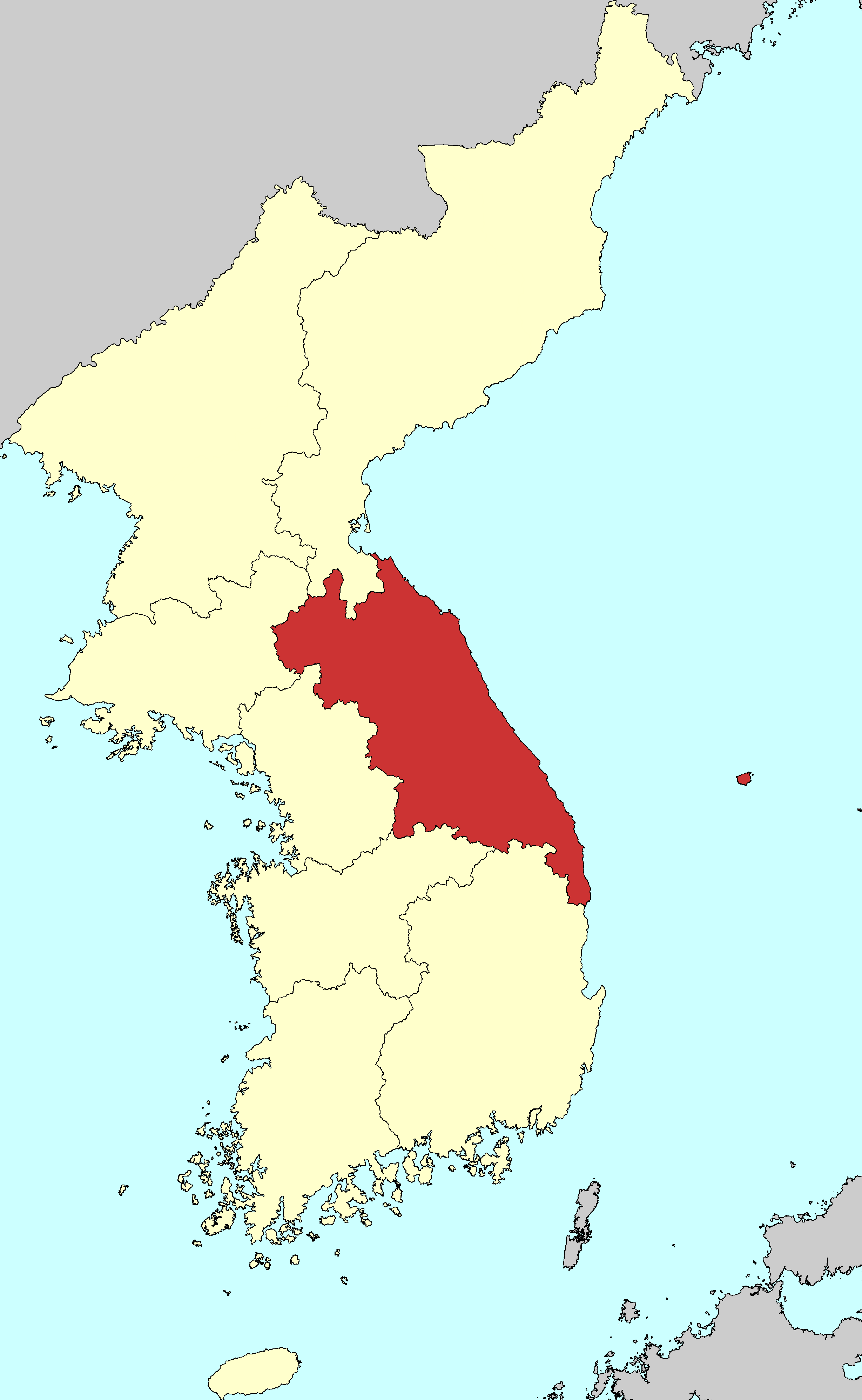
نقشه استان گانگوون

لشکرکشی گانگ‌وون (به انگلیسی: Gangwon campaign) یکی از نبردهای تهاجم ژاپن به کره (۱۵۹۸–۱۵۹۲) در استان گانگوون (تاریخی) در پادشاهی چوسان بود که در سال ۱۵۹۲ در کشور کره رخ داد. اوکیتا هیده‌ایه به عنوان فرمانده عالی ارتش ژاپن در کره منصوب شد و به گردان چهارم موری یوشی‌ناری اختصاص داده شد تا با صلح بخشیدن در استان گانگوون، آنها را به عنوان گارد عقب به کاتو کیوماسا برساند.

## اشغال استان گانگوون در سال ۱۵۹۲ توسط چهارمین گردان ژاپن
فرمانده ژاپنی و قلعه‌های آنها (که همه قلعه‌های کره تصرف شده بودند):
- ایتو سوکه‌تاکا - شهرستان چئوروون
- آکیزوکی تانه‌ناگا - ونجو
- شیمازو تاداتسونه - چانچئون
- شیمازو یوشی‌هیرو -